# José María Albiñana
José María Albiñana Sanz, (ur. 13 października 1883 w Enguera, zm. 23 sierpnia 1936 w Madrycie) – hiszpański polityk, twórca Nacjonalistycznej Partii Hiszpanii (PNE). Został zamordowany przez wojska republikańskie podczas wojny domowej w więzieniu Modelo w Madrycie.